# The Heretics
The Heretics – trzynasty album studyjny greckiego zespołu black metalowego Rotting Christ wydany 15 lutego 2019 roku przez Season of Mist.

## Lista utworów
1. "In the Name of God" - 4:14
2. "Ветры злые" - 3:13
3. "Heaven And Hell And Fire" - 4:52
4. "Hallowed Be Thy Name" - 5:06
5. "Dies Irae" - 3:46
6. "Πιστεύω" - 3:42
7. "Fire, God and Fear" - 4:50
8. "The Voice of Universe" - 5:23
9. "The New Messiah" - 3:07
10. "The Raven" - 5:23

Utwory dodatkowe wersji digipack:
1. "The Sons of Hell" - 4:18

Utwory dodatkowe wersji winylowej:
1. "The Sons of Hell" - 4:18
2. "Phobos" - 4:12

## Twórcy
- Sakis Tolis - Gitary, Gitara Basowa, Instrumenty Klawiszowe
- Themis Tolis - Perkusja, Instrumenty Perkusyjne

Dodatkowi muzycy:
- Stelios Steele - narracja (utwory 1, 4, 10)
- Alexis Karametis - wokal wspierający (utwór 6)
- Alexandros Louziotis - wokale (chórki)
- Stratis Steele - wokale (chórki)
- Theodoros Aivaliotis - wokale (chórki)
- Giannis Stamatakis - wokale (chórki)
- Vasilis Koutsouflakis - perkusja
- Irina Zybina - dodatkowy wokal (utwór 2)
- Dayal Patterson - narracja (utwory 3, 7)
- Melechesh Ashmedi - dodatkowy wokal (utwór 8)
- Manos Six - perkusja
- Stamatis Ampatalis - perkusja
- Nikos Velentzas - perkusja